# Chaetodon reticulatus
Chaetodon reticulatus là một loài cá biển thuộc chi Cá bướm (phân chi Citharoedus) trong họ Cá bướm. Loài này được mô tả lần đầu tiên vào năm 1801.

## Từ nguyên
Tính từ định danh reticulatus trong tiếng Latinh mang nghĩa là "có dạng lưới", hàm ý đề cập đến các đốm vàng trên vảy làm cho loài cá này có kiểu hình như một tấm lưới bao phủ.

## Phạm vi phân bố và môi trường sống
Từ quần đảo Ryukyu (Nhật Bản) và đảo Đài Loan, C. reticulatus được phân bố trải dài về phía nam, băng qua Philippines và Indonesia đến rạn san hô Great Barrier (Úc) và Nouvelle-Calédonie, xa về phía đông đến quần đảo Hawaii (Hoa Kỳ), quần đảo Marquises, quần đảo Australes và quần đảo Gambier (Polynésie thuộc Pháp), cũng như đảo Ducie (quần đảo Pitcairn).
C. reticulatus sống tập trung ở những khu vực mà san hô phát triển phong phú trên các rạn viền bờ hay trong các đầm phá nước trong, được tìm thấy ở độ sâu đến ít nhất là 40 m.

## Mô tả
C. reticulatus có chiều dài cơ thể lớn nhất được ghi nhận là 18 cm. Loài này có màu đen với các đốm vàng nhạt trên vảy xếp thành hàng. Vùng lưng và vây lưng hơi phớt trắng. Thân trước ngay sau đầu có một dải trắng (hoặc màu kem) bao quanh. Có một dải sọc đen viền vàng từ đỉnh đầu băng dọc qua mắt; vùng trán và mõm xám đen. Vây lưng và vây hậu môn có dải vàng dọc theo rìa (dải vàng của vây hậu môn được viền đen), dải trắng rất mỏng sát rìa hai vây này. Vây hậu môn có một vạch cam ở phía cuối.
Số gai ở vây lưng: 12; Số tia vây ở vây lưng: 26–29; Số gai ở vây hậu môn: 3; Số tia vây ở vây hậu môn: 20–21; Số tia vây ở vây ngực: 16; Số gai ở vây bụng: 1; Số tia vây ở vây bụng: 5; Số vảy đường bên: 45–48.

## Sinh thái học
C. reticulatus là loài ăn san hô chuyên biệt, đặc biệt là san hô cành Acropora. Chúng thường kết đôi với nhau, nhưng cũng có thể sống đơn độc hoặc hợp thành một nhóm nhỏ.

## Lai tạp
Những cá thể mang kiểu màu trung gian giữa C. reticulatus với hai loài chị em trong phân chi Citharoedus là Chaetodon ornatissimus và Chaetodon meyeri đã được bắt gặp trong tự nhiên.

## Thương mại
C. reticulatus ít được thu thập trong các hoạt động kinh doanh cá cảnh. Do chế độ ăn đặc biệt nên chúng thường chết đói trong điều kiện nuôi nhốt.